# Football à Porto Rico

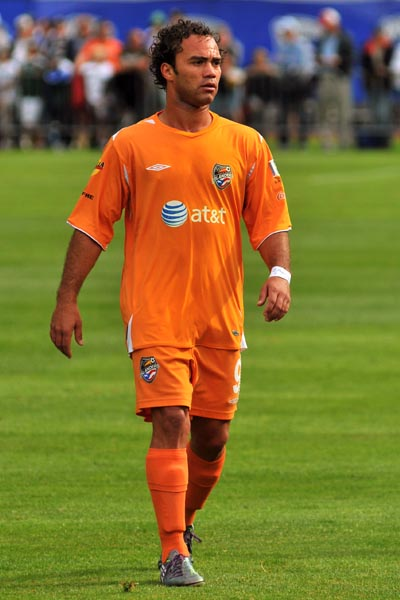
Photo du footballeur Jonathan Faña avec les Islanders de Porto Rico.

Le football est le sport le plus pratiqué à Porto Rico et l'un des sports les plus populaires derrière le baseball, le basket-ball, la boxe et le volleyball. Le football portoricain est en plein essor et tient une place particulière dans l'île par rapport au reste des États-Unis.
Ainsi la fédération de Porto Rico de football est distincte de la fédération des États-Unis qui sont toutes deux affiliées à la FIFA. De la même manière, la sélection de Porto Rico est distinct de la sélection des États-Unis.

## Ligues et championnats masculins
Il existe une ligue unifiée de football pour toute l'île de Porto Rico depuis 2008 qui se nomme la Puerto Rico Soccer League. Depuis 2009 existe également un championnat de 2e division appelé Liga Nacional de Fútbol de Puerto Rico, lié via un système de promotion-relégation à la PRSL.
En plus de cela, quatre équipes portoricaines évoluent dans le championnat nord-américain en NASL ou en USL Pro

## Historique
- 1995 Une équipe nommée Puerto Rico Islanders rejoint l'USISL et joue 7 matchs avant de déménager le 1er juin et de devenir les Houston Force
- 2003 Création de l'équipe des Puerto Rico Islanders pour intégrer dès l'année suivante la 2e division nord-américaine.
- 2008 Création et première saison de la Puerto Rico Soccer League.
- 2009 Les islanders atteignent la demi-finale de la Ligue des champions de la CONCACAF 2008-2009.
- 2011 Trois équipes portoricaines rejoignent la nouvelle International Division de l'USL Pro, la 3e division nord-américaine.